# Wakfu (televisieserie)

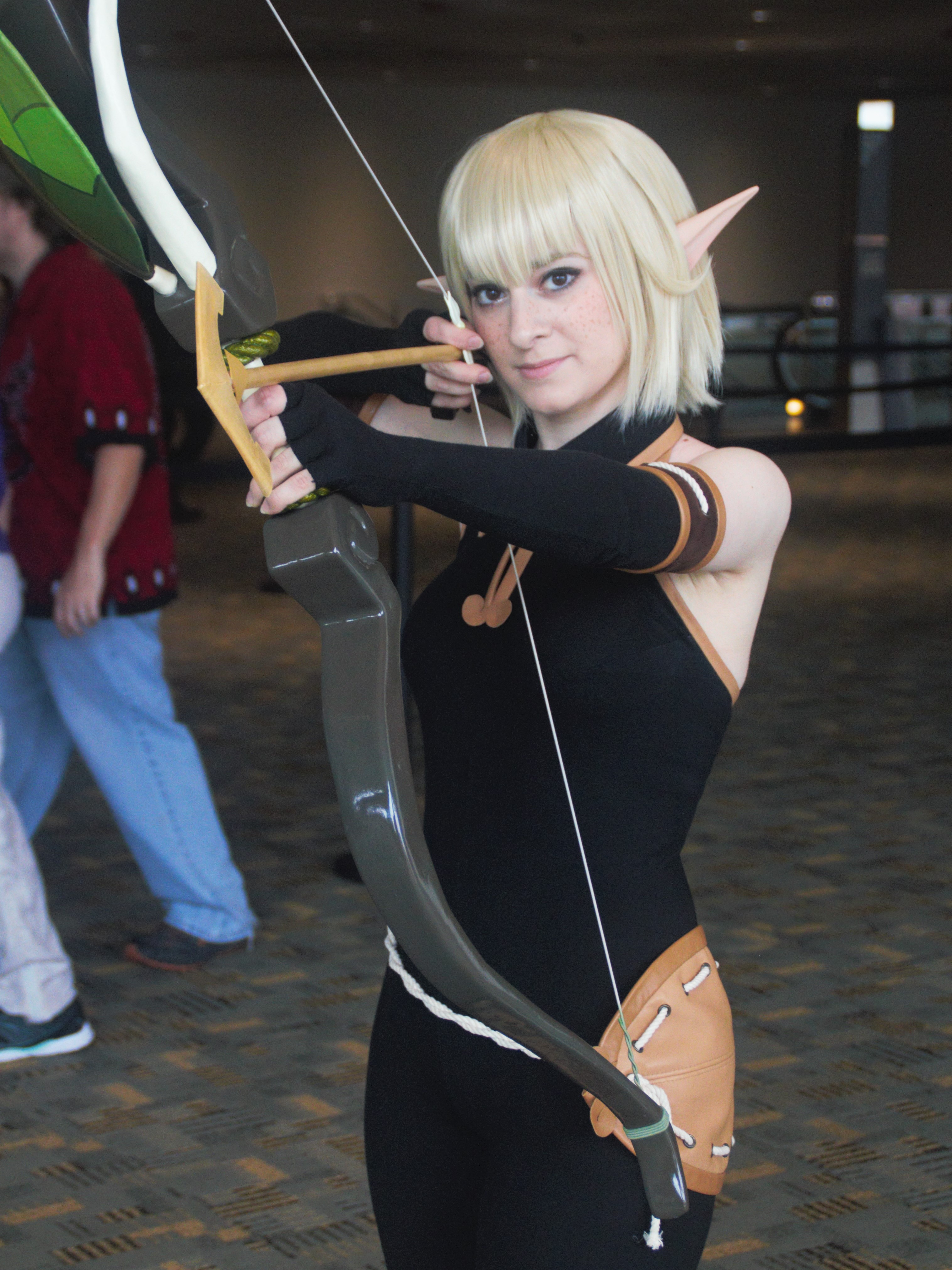
Evangelyne.

Wakfu is een Franse animatieserie die gebaseerd is op het computerspel Dofus. De serie wordt geproduceerd door Ankama Animation, geregisseerd door Anthony "Tot" Roux en de character design staat onder regie van Xavier "Xa" Houssin en Kim "Tcho" Etinoff.
Het eerste seizoen van 26 afleveringen werd uitgezonden van 30 oktober 2008 tot 5 juni 2010 op France 3.  Tijdens de London MCM Expo werden de eerste twee afleveringen voor het eerst vertoond in het Engels. Een campagne op Kickstarter om een Engelstalige versie van de serie te produceren werd gelanceerd in januari 2014.
In Vlaanderen werden de eerste twee seizoenen in het Nederlands uitgezonden op Kadet van 3 september tot en met 21 december 2018. Sinds 12 februari 2019 wordt het uitgezonden op VTM Kids.
De show is geanimeerd met Adobe Flash-software. Alle productie vond plaats in Frankrijk met uitzondering van aflevering 22, "Rubilax", en de speciale aflevering "Noximilien", die beide in Japan werden geproduceerd.
Een spin-off met de naam Mini-Wakfu, die bestaat uit humoristische korte filmpjes met personages die zeer vervormd zijn, wordt uitgezonden sinds september 2009. De speciale aflevering "Noximilien l'Horloger", die de oorsprong van de belangrijkste antagonist Nox uitlegt, werd in Japan geproduceerd en heeft een radicaal andere kunststijl, die gemaakt is door hetzelfde team van animatoren die aan Kaiba en Kemonozume hebben gewerkt. Deze aflevering werd geregisseerd door Eunyoung Choi met Masaaki Yuasa voor de character design.

## Stemmencast
De eerste twee seizoen zijn vertaald naar het Nederlands door Option Media en uitgezonden door Kadet. Wout Verstappen maakte de vertaling.
| Personage      | Nederlandse stem | Originele stem |
| -------------- | ---------------- | -------------- |
| Yugo           | Reuben De Boel   |                |
| Roewel Stroud  | Ron Cornet       |                |
| Prinses Amalia | Céline Verbeeck  |                |
| Percedal       | Ken Verdoodt     |                |

## Afleveringen

### Seizoen 1
01 - Het kind van de mist!
02 - Yugo de Eliatroop!
03 - De zwarte kraai!
04 - De lelijkheidswedstrijd!
05 - Vijf om van te leren!
06 - Vampyro!
07 - Vergiftigde schoonheid!
08 - Xav de bakker!
09 - Roewels zak!
10 - Gobbowl-inferno, deel 1!
11 - Gobbowl-inferno, deel 2!
12 - Gobbowl-inferno, deel 3!
13 - Kalme blauwe zee!
14 - Maaneiland!
15 - Ademaï!
16 - De Eliacube!
17 - Grougaloragran de Eeuwige!
18 - Vrienden van de Tofoe!
19 - Het koninkrijk Sadida!
20 - De levensboom!
21 - Igo!
22 - Rubilax!
23 - Op zoek naar het Dofus!
24 - Reünie!
25 - Ik ben een legende!
26 - Komt tijd, komt raad!

### Seizoen 2
27 - Monsters en waanbeelden
28 - Rubilaxia
29 - Remington Smisse
30 - De terugkeer van Percedal
31 - Het drakenzwijn
32 - Qilby
33 - Hinderlaag
34 - Hoeder van het recht
35 - Het rijk van Rushu
36 - Kriss Krass
37 - De gemaskerde Gobbowler
38 - De Emporg
39 - De nacht van de Pandarieten
40 - De stemmendief
41 - Konijn eiland
42 - De vervloekte bron
43 - De raad van twaalf
44 - Clio
45 - Een hand vol Kemmas
46 - De Zinnit
47 - Bellafoon Eiland
48 - De geest van de ring
49 - De Krimson Klauw
50 - ferris de krachthebber
51 - De witte dimensie
52 - De Eliatropen

### Seizoen 3
53 - Gevallen helden
54 - Zo vader, zo dochter
55 - Oropo's toren
56 - Beestachtig meisje
57 - Een Iop huilt stiekem
58 - Ecaflips krabpaal
59 - Flippergevaar
60 - Arpagone
61 - De Sadida-tempel
62 - Als de muren instorten
63 - Oropo
64 - Hyperzaap
65 - Inglorium